# Jízdní řád pro bicykle a tricykle

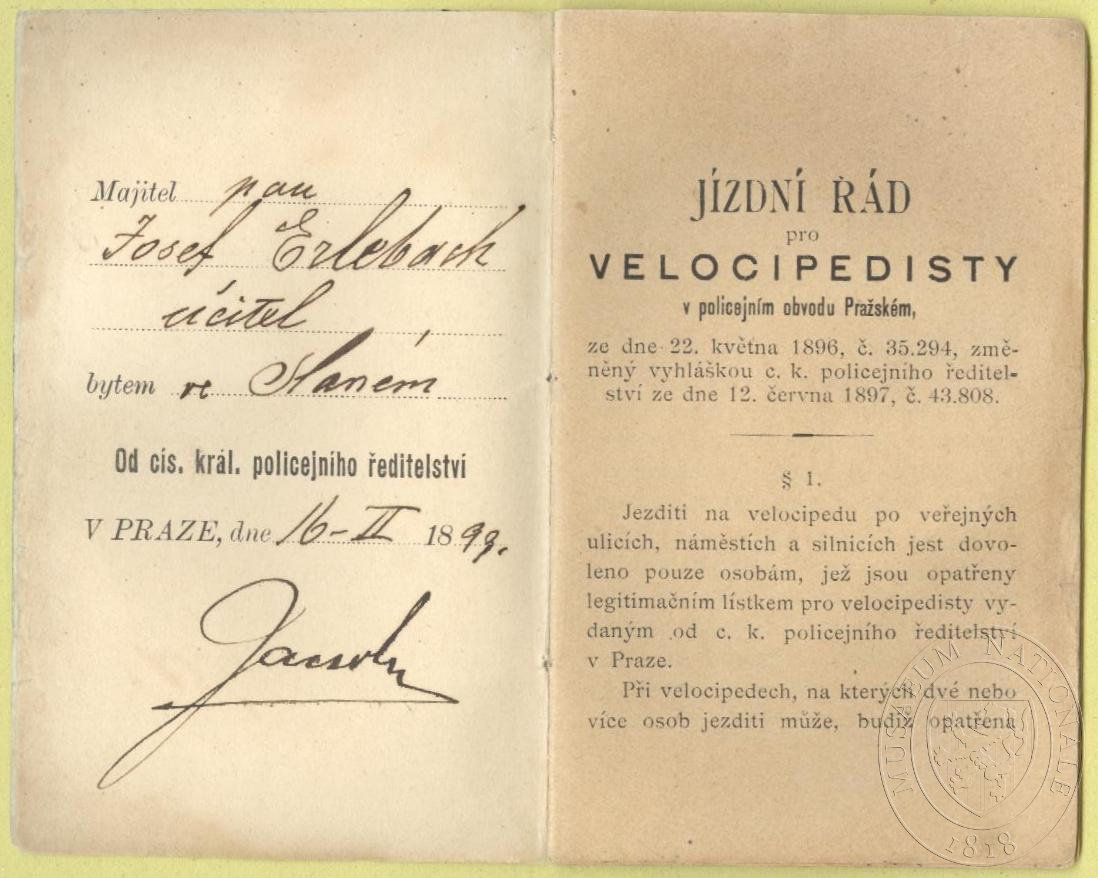
Úřední legitimace pro jízdu na velocipedu v policejním obvodu pražském z února 1899, jejíž součástí je i jízdní řád pro velocipedisty

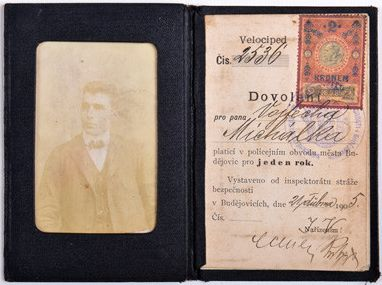
Dovolení k řízení velocipedu na území policejního obvodu v Budějovicích z dubna 1905

Jízdní řád pro bicykle a tricykle či jízdní řád pro velocipedisty byl název pravidel provozu pro jízdní kola, která byla vydávána městskými policejními ředitelstvími pro jednotlivé policejní obvody kolem přelomu 19. a 20. století v některých českých městech, doložena jsou v Praze a v Českých Budějovicích, podobná regulace platila i ve Vídni. Řízení jízdního kola bylo v těchto městech povoleno pouze na základě speciálního dokladu povahy řidičského průkazu, který byl vydáván za poplatek a jen na omezenou dobu jednoho až tří let. Současně platila povinnost mít jízdní kolo označené poznávací značkou. 

## Dobový kontext
Zatímco řidičské průkazy pro motorová vozidla (jízdní silostroje) začaly být běžně vydávány až začátkem 20. století (udává se, že řidičský průkaz, jak ho známe dnes, se poprvé objevil v roce 1903 v Prusku, v Předlitavsku byla nutnost řidičských licencí jednotně zavedena roku 1905), řidičské průkazy pro jízdní kola byly v některých českých městech nebo ve Vídni vydávány a vyžadovány na základě městských nařízení již v 90. letech 19. století. V Uhersku bylo používání jízdních kol regulováno nařízením uherského ministra vnitra č. 42.159/1897 B. M., o jízdě na kolech, jehož platnost byla na Slovensku zrušena až československým zákonem č. 56/1950 Sb., o provozu na veřejných silnicích.
První komerčně úspěšné kolo, u kterého byla síla přenášena řetězem na zadní kolo, uvedl do provozu roku 1884 John Kemp Starley.
„Jízdní řád“ bylo v 90. letech 19. století dobové označení pro pravidla provozu. Například české místodržitelství předložilo osnovu jízdního řádu pro automobily a motocykly, o které se jednalo na schůzích českého zemského výboru 22. prosince 1899 a 10. ledna 1900. Předchozí předpisy, vydávané v českých zemích od roku 1866 do roku 1892, nesly v češtině názvy „řád policie silniční“. Pozdější předpisy nesly např. názvy „pravidla pro jízdu automobily a motocykly na veřejných silnicích a cestách“ (nařízení místodržitele č. 13 z. z. č. 1 z 29. ledna 1900, pro Království české), nařízení o jízdních silostrojích, předpisy o jízdě samohybných vozidel, zákony a vyhlášky o jízdě, o chování v silniční dopravě (dopravní řád silniční). Slovo „provoz“ se v názvech předpisů tohoto typu ustálilo až od roku 1950.

## Doložené případy jízdních řádů pro velocipedy
V Praze byl vydán místním c. k. policejním ředitelstvím:
- v únoru 1893 Jízdní řád pro bicykle a tricykle
- 22. května 1896 Jízdní řád pro velocipedisty v pražském policejním obvodu, vydaný vyhláškou č. 35.294, novelizovaný vyhláškou č. 43.808 ze dne 12. června 1897

Z Českých Budějovic se dochoval průkaz z 21. dubna 1905, nadepsaný Dovolení (s údajem „Velociped“ v záhlaví), vydaný inspektorátem stráže bezpečnosti v Budějovicích, s kolkem v hodnotě 2 korun, s platností v policejním obvodu města Budějovic na dobu jednoho roku. Součástí dokladu byla pravidla s názvem „Jízdní řád pro bicykle a tricykle platný pro obvod města Budějovice.“, v dostupném přepisu nedatovaná.
Z Vídně se dochoval například průkaz s nadpisem „Erlaubnis-Schein“ pro „Velociped“, vydaný c. k. policejním ředitelstvím ve Vídni 13. května 1896, s kolkem v hodnotě 1 zlatého a platností pro vídeňský policejní rajón na dobu jednoho roku, přičemž součástí knížky je „Fahrordnung für Radfahrer im Wiener Polizei-Rayon“ datovaný 8. únorem 1894, s účinností od 15. března 1894.
Ve Slaném byla 13. června 1885 vydána úřední vyhláška č. 1868, kterou byla jízda samohyby (velocipedy) městem pod pokutou 2 až 10 zlatých co nejpřísněji zakázána. Dochoval se doklad, že pokuta byla téhož roku skutečně udělena, a to obchodníku Vilému Michlovi.

## Obsah pravidel

### Praha
Jízdní řád pro pražský policejní obvod ve znění z roku 1897 stanovil, že velociped smí na veřejných ulicích, náměstích a silnicích řídit pouze osoba, která je opatřená legitimačním lístkem pro velocipedisty vydaným od c.k. policejního ředitelství v Praze. Spolucestující na vícemístném velocipedu takový doklad mít nemusel. Doklad mohl být zpravidla vydáván jen osobám starším 16 let, mladším jen na žádost otce nebo poručníka, který protokolárně prohlásí, že béře veškerou odpovědnost za jednání mladého jezdce na sebe. Legitimace byla vydávána na základě dokončeného a vykázaného vysvědčení, že osoba je jízdy na velocipedu znalou. Poplatek znalci za vykonání zkoušky byl 2 zlaté. Legitimační lístek podléhal kolkovému poplatku 1 rakouského zlatého (po reformě měny dvou korun). Obsahoval číslo dokladu, majitelovo jméno a podobiznu a údaj o době platnosti, která mohla být nejvýše tři léta. Podle jízdního řádu byl velocipedista povinen uposlechnout policejní nařízení, na pokyn zastavit a prokázat se dokladem.  
K užívání tří- neb čtyřkolového velocipedu sloužícího ku dopravě zboží nebyl legitimační lístek nutný. K reklamním velocipedům bylo třeba pro každý jednotlivý případ úřední povolení. 
Mimopražští velocipedisté, pokud se v pražském policejním obvodu nezdrželi „déle jednoho tého dne“, nemuseli mít legitimaci ani poznávací značku, jinak i oni podléhají jízdnímu řádu jako cyklisté domácí. Po delším pobytu byl cizí velocipedista postaven domácímu úplně na roveň, pokud však měl obdobnou legitimaci vydanou v místě svého bydliště, mohlo být upuštěno od zkoušky. 
Na mostech, křižovatkách a na místech, kde ulice se zahýbá, na blízku škol před početím a po ukončení vyučování, na blízku divadel před početím a po ukončení představení, vůbec všude, kde jest značná frekvence osob, velocipedista měl bez výjimky zachovat tempo co nejvolnější. Smělo se jezditi rychlostí mírnou. Od té doby, kdy se počíná s osvětlováním ulic, až do svítání, pak při mlze neb vánici měla být rychlost jízdy ještě zmírněna. 
Mělo být na levé straně jezděno, na levo vyhýbáno a na pravo předjížděno. Jelo-li více velocipedistů společně, směli jeti jen jednotlivě za sebou.
Pěší na jízdní dráze, jezdci na koni a povozy měli být varováni ve vzdálenosti nejméně 20 metrů zvoncem a velocipedista byl povinen jet kolem nich ve přiměřené vzdálenosti. Jestliže koně se lekají, aneb ten, který je řídí, k opatrnosti napomíná, byl velocipedista povinen ve přiměřené vzdálenosti seskočiti a vzdáliti pokud možná stroj svůj z obzoru koně.
Velocipedista směl používat toliko jízdní dráhy ulic a silnic a bylo mu zakázáno jezditi nebo vést kolo po chodnících a stezkách pro pěší a pro jezdce na koních určených a v sadech. Velocipedista nesměl jezditi blízko chodníku. Na všech ulicích a náměstích, na kterých se konají trhy, byla jízda na velocipedu po dobu, kdy trh trval, zastavena. Při větších průvodech vojenských, pohřebních a jiných, jakož i vůbec při značných shonech lidu nesmělo se těmi ulicemi jezditi ani je křižovati. Proháněti se sem tam po veřejných ulicích, silnicích a náměstích aneb cvičiti se zde v jízdě bylo zakázáno. 
Jízdní řád zcela zakazoval provoz velocipedů na „c. a k. hradě“ a Karlově mostě, na všech příkrých ulicích a na ulicích, kterými ani povozy jezdit nesmějí. Jednosměrný provoz povozů se vztahoval i na velocipedy. Ve Stromovce bylo povoleno jezdit pouze ve všední dny dopoledne, s výjimkou 1. května a dalších dnů, kdy lze očekávat značnou návštěvnost i v dopoledních hodinách. 
Velociped nesměl býti leskle hlazen, musel býti pevně stavěn, způsobilým ku jízdě po veřejných silnicích a opatřen výstražným zvonkem, brzdou a svítilnou se sklem bezbarvým. Od té doby, kdy nastává soumrak, pokud se týče, kdy se počíná s osvětlováním ulic, až do svítání, měly být svítilny velocipedistů rozžaty.
Mimo to měl stroj být opatřen číslem, jež se velocipedistovi u c.k. policejního řiditelství zároveň s legitimačním lístkem vydá, a která mělo být připevněno na řídítku vodorovně směrem ku předu tak, aby číslo zřetelně viditelným bylo. Užití jiné tabulky, než c.k. policejním řiditelstvím vydané, bylo zakázáno a trestné. Na vícekolovém nákladním velocipedu nemusela být poznávací značka, místo ní muselo být vyznačeno jméno a bydliště majitele.
Zpravidla byly v Praze povoleny jen nízké bicykly a velocipedy tří- a čtyřkolové. Ku jízdě na bicyklech vysokých bylo třeba zvláštního povolení.
Za porušení jízdního řádu mohla být stanovena pokuta od  1 do 100 zlatých nebo vězením od 6 hodin do 14 dnů nebo mohl být legitimační lístek odňat na určitý čas nebo i na vždy. 

### České Budějovice
Budějovický jízdní řád pro bicykle a tricykle dovoloval jezditi na bicyklu a tricyklu po veřejných silnicích, ulicích a náměstích výhradně těm osobám, které 16. rok stáří překročili a opatřeny jsou lístkem legitimačním, na jejich jméno znějícím, vydaným inspektorátem stráže bezpečnosti, obsahujícím podobiznu majitelovu a označeným zvláštním číslem. Budějovice na rozdíl od Prahy nepřipouštěly v řádu výjimku pro mladší osoby. Povinnosti byly v budějovickém řádu podstatně logičtěji uspořádané a seskupené než v pražském řádu, i když obsahově byly podobné. 
Vysvědčení, že velocipedista jest jízdy na bicyklu a tricyklu úplně znalým a že stroj jeho dle předpisu staven jest, mohlo vydat představenstvo úřady schváleného velocipedistického spolku, nečlenům spolku znalec ustanovený inspektorátem stráže bezpečnosti. Legitimační lístek byl vydáván na základě předložení vysvědčení, podobizny, jednozlatového kolku a doložení věku. Legitimační lístek byl nepřenosný a vydávaný (podle dostupného textu jízdního řádu) na dobu tří let. 
Jízdní řád obsahoval též ustanovení, že velociped musí býti pevně staven, musí být způsobilým ku jízdě po veřejných silnicích, nesmí býti leskle hlazen a měl být opatřen zřejmě viditelným číslem legitimačního lístku, výstražným zvonkem, brzdou, jakož i svítilnou. Ta měla být rozsvícena, když nastane soumrak, na každý pád však, když se započne s osvětlováním veřejných silnic a ulic, jakož i když jest počasí mlhavé. 
Velocipedistům řád vymezoval pouze jízdní dráhy. Stezky pro pěší i pro jezdce jim byly zapovězeny, stejně jako sady. Zakázaná byla jízda na velocipedu tam, kde se konají trhy, větší průvody nebo při velkých shonách lidu a také při silné mlze, vánici a v třídách velmi spádných.
Jezditi bylo dovoleno jen mírnou rychlostí, v městě a na předměstích měli velociipedisté volného tempa užívati. Jezděno mělo být po levé straně, na levou stranu vyhýbáno a na pravou předjížděno. Jezditi v řadách (vedle sebe) nebylo dovoleno, při jízdě za sebou byl stanoven povinný rozestup nejméně dvou metrů. 
Na záhybech ulic a křižovatkách měl velocipedista upozornit pasanty včasně zvonkem a jezdit kolem nich ve vzdálenosti nejméně jednoho metru. Při potkávání nebo dojíždění pěších, koňů jízdeckých nebo povozních velocipedista musel dáti ze vzdálenosti nejméně 20 metrů znamení zvoncem nebo píšťalou. Pokud se protijdoucí koně lekají aneb jich průvodce k opatrnosti napomíná, musel velocipedista ihned seskočiti a vzdaliti svůj stroj dle možnosti z obzoru koní. Vozům poštovním a hasičským bezvýminečně bylo nutno se vyhnouti. 
Přestoupení jízdního řádu se trestalo podle obecního řádu pokutou až 10 zlatých a v stavu neschopnosti k placení vězením až do 48 hodin.